# Cathédrale Emmanuel de Durban
La cathédrale Emmanuel de Durban est une cathédrale catholique située à Durban, en Afrique du Sud.